# Diplycosia setosa
Diplycosia setosa är en ljungväxtart som beskrevs av J. J. Smith. Diplycosia setosa ingår i släktet Diplycosia och familjen ljungväxter. Inga underarter finns listade i Catalogue of Life.